# كريس بودنار
كريس بودنار هو لاعب كرة القدم الكندية كندي، ولد في 10 أبريل 1988 في ساسكاتون في كندا.